# 52nd Street (album)
| Recensione              | Giudizio        |
| ----------------------- | --------------- |
| AllMusic                | [ 5 ]           |
| Robert Christgau        | B-              |
| Sputnikmusic            | 4.0 (Excellent) |
| Dizionario del Pop-Rock | [ 8 ]           |
| 24.000 dischi           | [ 9 ]           |

52nd Street è un album di Billy Joel del 1978.
È stato il primo album musicale su Compact disc ad essere immesso sul mercato, il 1º ottobre 1982 in Giappone, precedendo di qualche mese The Visitors degli ABBA, che fu invece il primo album registrato su tale formato.
Il titolo è un riferimento alla 52nd Street, nota per i più importanti jazz club della città di New York. L'etichetta di Joel aveva sede sulla 52nd Street (nell'edificio della CBS) al momento dell'uscita dell'album. Lo studio in cui ha avuto luogo la registrazione era anche sulla 52nd Street, a un isolato di distanza dall'edificio della CBS.

## Descrizione
È stato il primo disco di Billy Joel a raggiungere la testa della Billboard Album Chart, posizione che mantenne per otto settimane. risultando il più venduto dell'anno e vincitore di due Grammy.

In altri paesi raggiunge la prima posizione in Canada ed Australia per cinque settimane ed in Nuova Zelanda per due settimane, la seconda posizione in Francia, la quarta in Austria, la quinta in Norvegia, la nona in Giappone e la decima nel Regno Unito.
Tre canzoni dell'album hanno raggiunto le prime trenta posizioni nella classifica americana, My Life al terzo posto, Big Shot al quattordicesimo e Honesty al ventiquattresimo.
L'album ha ottenuto un buon riscontro anche dalla critica vincendo il Grammy Award all'album dell'anno ed il Grammy Award for Best Male Pop Vocal Performance nel 1980.

Nel 2003 la rivista Rolling Stone lo inserisce al 352 posto nella classifica dei migliori 500 album della storia.
La canzone Zanzibar è stata usata come sigla iniziale dell'omonima serie televisiva trasmessa nel 1988 su Italia 1.

## Tracce

### LP
Lato A (AL 35609)
Testi e musiche di Billy Joel.
1. Big Shot – 4:01
2. Honesty – 3:50
3. My Life – 4:43
4. Zanzibar – 5:10

Lato B (BL 35609)
Testi e musiche di Billy Joel.
1. Stiletto – 4:39
2. Rosalinda's Eyes – 4:40
3. Half a Mile Away – 4:06
4. Until the Night – 6:35
5. 52nd Street – 2:27

## Musicisti
- Billy Joel - voce solista, pianoforte
- Doug Stegmeyer - basso, cori
- Liberty DeVitto - batteria
- Richie Cannata - sassofoni, organo, clarinetto
- Steve Khan - chitarra elettrica, chitarra acustica

Altri musicisti
- Freddie Hubbard - tromba (brano: Zanzibar)
- Mike Mainieri - vibrafono, marimba (brani: Zanzibar e Rosalinda's Eyes)
- David Spinozza - chitarra acustica (brano: Honesty)
- Donnie Dacus - cori (brano: My Life)
- Peter Cetera - cori (brano: My Life)
- David Friedman - campane tubolari, percussioni (brano: Until the Night)
- Ralph MacDonald - percussioni (brani: Rosalinda's Eyes e Half a Mile Away)
- Eric Gale - chitarra elettrica (brano: Half a Mile Away)
- Frank Floyd - cori (brano: Half a Mile Away)
- Babi Floyd - cori (brano: Half a Mile Away)
- Zack Sanders - cori (brano: Half a Mile Away)
- Milt Grayson - cori (brano: Half a Mile Away)
- Ray Simpson - cori (brano: Half a Mile Away)
- George Marge - flauto dolce (brano: Rosalinda's Eyes)
- Hugh McCracken - chitarra con corde nylon (brani: Until the Night e Rosalinda's Eyes)
- Robert Freedman - orchestrazione (strumenti a fiato e strumenti a corda) (brani: Until the Night e Honesty)
- Dave Grusin - orchestrazione strumenti a fiato (brano: Half a Mile Away)
- David Nadien - concertmaster

Note aggiuntive
- Phil Ramone - produttore (in associazione con Home Run)
- Kathy Kurs e Carol Peters - produttori associati
- Registrazioni (e mixaggio) effettuate al A&R Recording, Inc. di New York, New York
- Remixaggio di Jim Boyer e Phil Ramone
- Mastering effettuato al Sterling Sound di New York da Ted Jensen
- Jim Houghton - fotografia copertina album
- John Berg - design copertina album[14]

## Classifica
Album
| Anno | Classifica            | Posizione raggiunta |
| ---- | --------------------- | ------------------- |
| 1978 | Billboard 200         | 1                   |
| 1978 | Official Albums Chart | 10                  |

Singoli
| Anno | Titolo del brano | Classifica             | Posizione raggiunta |
| ---- | ---------------- | ---------------------- | ------------------- |
| 1979 | My Life          | Billboard Hot 100      | 3                   |
| 1979 | Big Shot         | Billboard Hot 100      | 14                  |
| 1979 | Honesty          | Billboard Hot 100      | 24                  |
| 1978 | My Life          | Adult Contemporary     | 2                   |
| 1979 | Honesty          | Adult Contemporary     | 9                   |
| 1978 | My Life          | Official Singles Chart | 12                  |
| 1979 | Until the Night  | Official Singles Chart | 50                  |